# Skidmore, Owings and Merrill
A Skidmore, Owings and Merrill (SOM) New York-i székhelyű amerikai építészeti iroda, mely irodát tart fenn Chicagóban, San Franciscóban, Washingtonban, Londonban, Hongkongban, Sanghajban és Brüsszelben is.  Az 1936-ban alapított cég kétszer lett az Amerikai Építész Intézet által Architecture Firm Awarddal kitüntetve, 1962-ben és 1996-ban. Az SOM iroda által tervezett felhőkarcolók között kiemelkednek a Burj Dubai, a Willis Tower és a John Hancock Center.

## Képtár

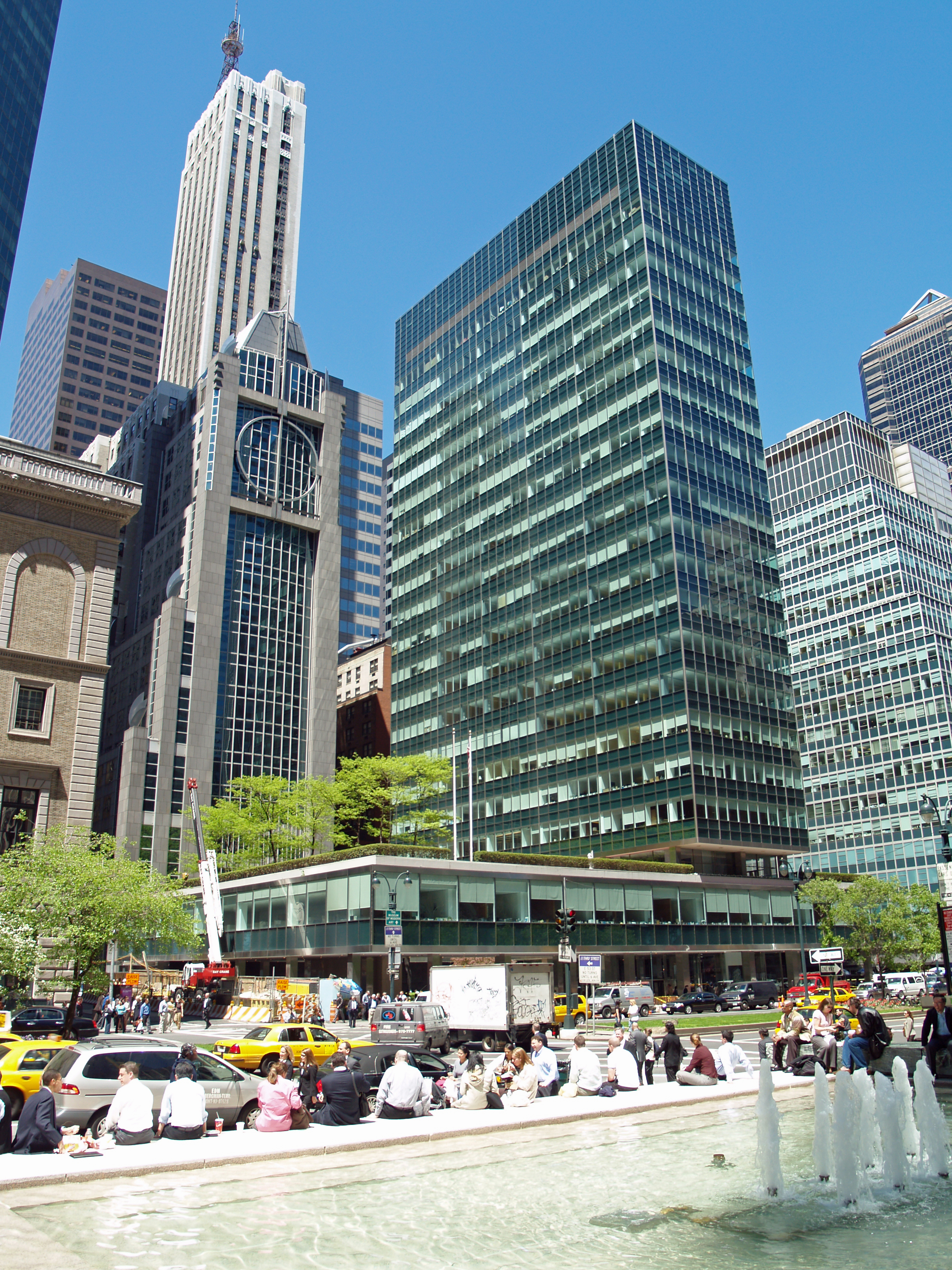
Lever House, New York (1951-52)
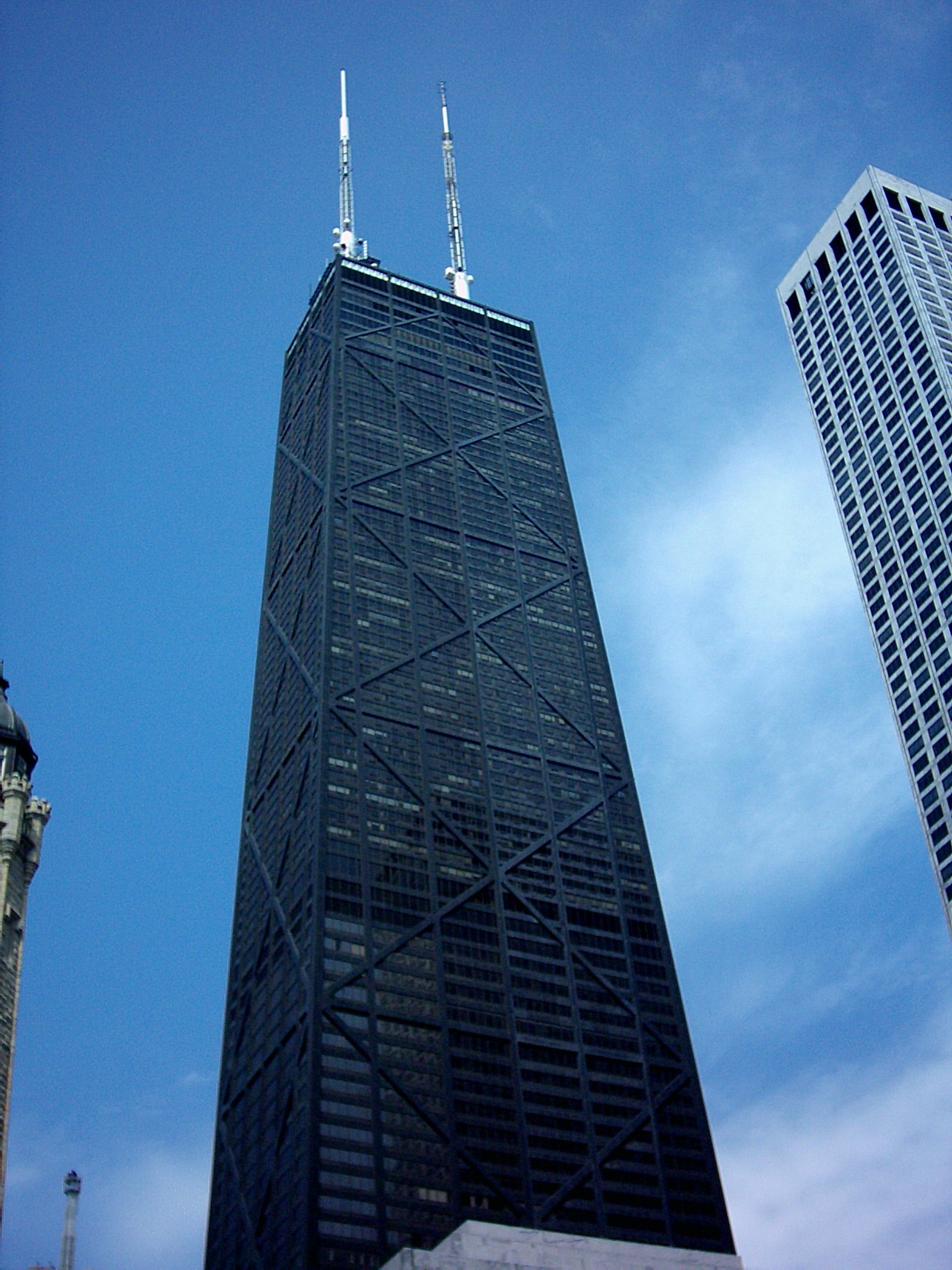
John Hancock Center, Chicago (1969)
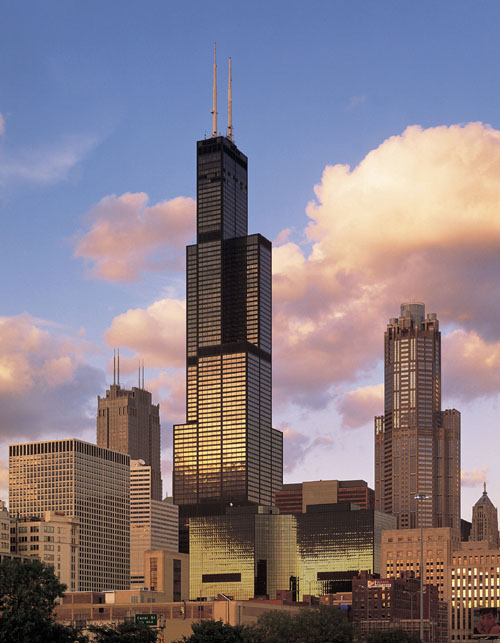
Willis Tower (Sears Tower), Chicago (1973)
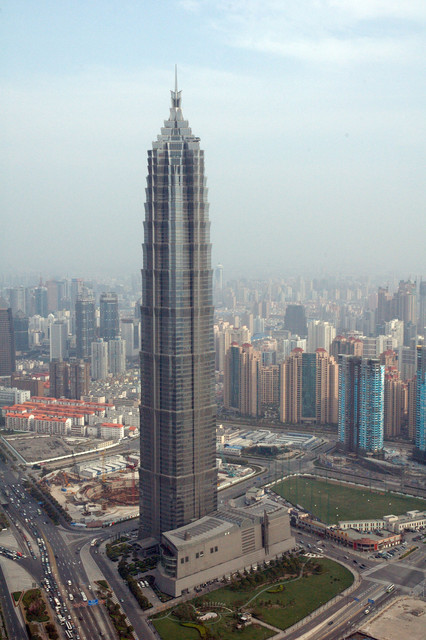
Jin Mao Tower, Sanghaj (1998)